# 伊藤喜之
伊藤 喜之（いとう よしゆき、1981年10月1日 -　）は、愛知県一宮市出身の著作家。

## 経歴
愛知県一宮市に生まれる。
幼少時からスポーツに明け暮れ、体育はいつも「プロ級」。小、中学生時には生徒会など、ありとあらゆるポストに立候補するも落選。目立ちたがりの性格がわざわいし、逆にイジメの対象となり、自殺を考える生活を送ることに。中学からソフトテニスにのめり込み、唯一誇れた特技ソフトテニスで「スポーツ特待生」として高校は中京商業高校(現:中京高校)に入学するも挫折。中学、高校では年間350日を部活動に当てたため、学力はゼロ。ただし3年連続インターハイ出場しトップ選手として活躍する。
大学生時には一発逆転を図り、ベンチャー企業「アライブ株式会社」の立ち上げに協力するも、創業者に「バカなお前は生きる価値がない」と吐き捨てられ、会社を飛び出す。
商社に営業として入社するも成績ふるふるわず、倉庫での出荷担当者になり1年半で退職。「全てに挫折した怒り」から、学歴や専門スキルがなくても、成功するためのメソッドを実践しながら開発。その後、そのメソッドを実証するため、かつて見捨てるられたアライブ株式会社に出戻りし、たった３年で「平社員」から「取締役」に昇進。年収も200万円から1000万円に。東証一部上場メーカーや、外資系大手レコード会社から指名が来る(広告戦略のコンサルタントとして、数々のヒットを生み出した。
2010年、ダイヤモンド社よりこの仕事論をまとめた書籍『バカでも年収1000万円』を出版。2万部売れらればベストセラーと言われるビジネス書業界で16万部の大ベストセラーを記録。翻訳版は韓国、中国、台湾でも発売。これら実績の影響もあり、2012年には外務省より日本代表青年団に選抜されサウディアラビアへ派遣。
その後、10年勤めた会社から独立し、フランス、パリに渡ってアーティスト活動をスタート。名前を「Yoshi Itu’ (ヨシ・イトゥ)」とし、自身が手がけるブランド名を「itu’ (イトゥ)」へ。全くの初心者ながらパリの一等地に直営店を構え、次々と作品を発表。
フランス大手のテレビ局「フランステレビジョン」でもトップニュースで扱われ、BBCにも出演。
2013年に入り、服装や髪型、身につける物にも大きな変化が加わり、以前に増して奇抜でアーティスティックな見た目へと変貌した。いろんな意味でやりすぎた結果、2014年7月、一切の予告なく突然の解任。アライブ株式会社をクビになる。が、ここで持ち前の節操のなさが大気中の酸素と結合し、爆発。「クビじゃなく、独立と思い込もう」と一発奮起。
文字通り無一文だったが、クビになる前に購入していたパリ行きの航空券のチケットを握りしめて覚悟の出家。しかし、8月のバカンスシーズンと重なり、何もやることがない、というオチ。仕方なく、バカンスシーズンでも比較的お店が空いているシャンゼリゼに向かうと、ルイヴィトン本店が目に入る。店内をうろうろしていると、突然マネージャーらしき人物から「君は何者だ？」と声をかけられ「もし、パリでアーティスト活動するのであれば、ルイヴィトンの工房とか使ったらどうか？」という驚きのオファーを受ける。「次はいつ来るんだ？」と聞かれ、すかさず「来月きます」と反射的に返答。この時、通訳をつとめた方から「パリの扉が開きましたね」と言われ、パリでのアーティスト活動を決意。
翌月に行くと、ヨーロッパ部門の責任者や本店の責任者などが集まる機会をセッティングされ、パリで活動を始めることに対する手厚い歓迎を受ける。クビになった直後にオファーを受けたこの一連の事柄を通して「神様からのゴーサインだった」と語っている。
2014年10月にパリのマレ地区56 Rue de Turenne にオリジナルのギャラリーをオープン。2017年に第2の拠点としてニューヨークに新法人Espace itu’を設立。同年12月にマイアミで開催のアートバーゼルを筆頭にしたアートウィーク中にシューズブランドのVansとコラボレーションしたイベントを行い、大盛況となる。
2018年には日本に新法人Maison itu’を設立。期間限定のポップアップや外資系ホテルとの共同イベント、駅ビルやファッションビルへ向けた作品制作などを行うようになる。活動拠点はパリに置きながらも毎月フランス、日本間を往復し、日本滞在中には独特の物言いで依頼が集まる講演会への登壇も精力的に行なっている。
世界中のどこにいようと、何をしてようと既存の価値観では思いつかない容姿を続けているのも、特徴の1つ。

## バカリーマンエピソード
- 「月極駐車場」を「げっきょく駐車場」と読み、さらに「会社の名前」と勘違いし「月極と云う会社は、色々なところに駐車場を持っている凄い会社だ」と思い込んでいた。
- 栃木県「鬼怒川温泉」まで徒歩で行こうとした際にJR窓口で「おにおこるおがわ温泉まで大人1枚！」と自信満々に言うも怪訝な顔をされ、もう一度自信満々に「きぬがわ温泉まで大人1枚！」と言ったら「あら、きぬがわ温泉ね」と言われたとされる。
- 外国人が参加するビジネス交流会の場で、アメリカ人に「日本語を話せますか？」と言ったつもりが「Don't speak Japanese：日本語を話さないで下さい」と言っていた。
- 得意のソフトテニスでプロとして食べていく事を目指し、年間350日を部活動に当てていたが、20歳の時に「ソフトテニスにプロは存在しない」ことを知り愕然とする。

## 単著
- 『バカでも年収1,000万円』（ダイヤモンド社、2010年7月）ISBN 978-4-478-01389-2
- 『アホでも年収1,000万円　関西限定版』（ダイヤモンド社、2011年3月）ISBN 978-4-478-01389-2
- 『バカでも年収1,000万円』の中国語翻訳版／2011年発売
- 『バカでも年収1,000万円』の韓国語翻訳版／2011年発売
- 『バカでも年収1,000万円』の台湾語翻訳版／2011年発売